# Chusenella
Chusenella es un género de foraminífero bentónico de la subfamilia Chusenellinae, de la familia Schwagerinidae, de la superfamilia Fusulinoidea, del suborden Fusulinina y del orden Fusulinida. Su especie tipo es Chusenella ishanensis. Su rango cronoestratigráfico abarca desde el Sakmariense (Pérmico inferior) hasta el Wolfcampiense (Pérmico superior).

## Discusión
Clasificaciones más recientes incluyen Chusenella en la superfamilia Schwagerinoidea, y en la subclase Fusulinana de la clase Fusulinata.

## Clasificación
Se han descrito numerosas especies de Chusenella. Entre las especies más interesantes o más conocidas destacan:
- Chusenella cheni †
- Chusenella ishanensis †
- Chusenella urulungensis †

Un listado completo de las especies descritas en el género Chusenella puede verse en el siguiente anexo.
En Chusenella se han considerado los siguientes subgéneros:
- Chusenella (Orientoschwagerina), también considerado como género Orientoschwagerina
- Chusenella (Sosioella), también considerado como género Sosioella y aceptado como Chusenella